# Zebra-reeks
De Zebra-reeks is een reeks van boekjes op het gebied van wiskunde die speciaal bedoeld zijn voor het keuze-onderwerp in de Tweede fase van het vwo, maar die ook geschikt zijn voor een breder publiek. De reeks wordt uitgegeven door Epsilon Uitgaven in samenwerking met de Nederlandse Vereniging van Wiskundeleraren, die de redactie als een van haar werkgroepen heeft. In de reeks verschenen tot nu toe 30 delen (juni 2009). Veelal zijn de boekjes geschreven door een deskundige in samenwerking met een docent.
De naam van de reeks verwijst naar de naam zebrablok die wel aan het keuze-onderwerp wordt gegeven.

## Titels
1. Jan van den Broek en Peter Kop, Kattenaids en statistiek, 1999, ISBN 9050410502
2. Agnes Verweij en Martin Kindt, Perspectief, hoe moet je dat zien, 1999, ISBN 9050410529
3. Jan Smit en Wim Kremers, Schatten, hoe doe je dat, 2000, ISBN 9050410553
4. Wim Kleijne en Ton Konings, De Gulden Snede, 2000, ISBN 9050410588
5. Henk Tijms, Frank Heierman en Rein Nobel, Poisson, de Pruisen en de Lotto, 2000, ISBN 9050410596
6. Frits Beukers, Pi, 2000, ISBN 9050410626
7. Peter Lanser, De Laatste Stelling van Fermat, 2000, ISBN 9050410650
8. Harrie de Swart, Ad van Deemen, Eliora van der Hout en Peter Kop, Verkiezingen, een web van paradoxen, 2000, ISBN 9050410642
9. Martin Kindt en Peter Boon, De Veelzijdigheid van Bollen, 2001, ISBN 9050410669
10. Igor Hoveijn en Jan Scholtmeijer, Fractals, 2001, ISBN 9050410685
11. Hans Melissen en Rob van Oord, Schuiven met auto's, munten en bollen, 2001-2002, ISBN 9050410731
12. Ruud Jeurissen en Leon van den Broek, Spelen met gehelen, 2002, ISBN 9050410723
13. Natasja Bouwman en Charlene Kalle, Het gebruik van Wiskunde in de Islam, 2002, ISBN 9050410774
14. Hajo Broersma, Grafen in de Praktijk, 2002, ISBN 9050410782
15. Jan van de Craats, De juiste toon, 2003, ISBN 9050410790
16. Ferdinand Verhulst, Chaos en Orde, 2003, ISBN 9050410804
17. Rienk Vermij, Hanne van Dijk en Carolien Reus, Christiaan Huygens, 2004, ISBN 9050410820
18. Hans van Lint en Jeanne Breeman, Zeepvliezen, wetenschap en vermaak, 2004, ISBN 9050410847
19. Ruud Jeurissen en Leon van den Broek, Nullen en Enen, 2004, ISBN 9050410871
20. Ab van der Roest en Martin Kindt, Babylonische Wiskunde, 2005, ISBN 9050410901
21. Iris van Gulik-Gulikers, Geschiedenis van de niet-Euclidische Meetkunde, 2005, ISBN 905041091X
22. Frank Thuijsman, Spelen en Delen, 2005, ISBN 9050410952
23. Henk Pfaltzgraff, Experimenteren met kansen, 2006, ISBN 9050410979
24. Wilfried Van Herterijck, Gravitatie, 2007, ISBN 9050410987
25. Leon van den Broek en Arnoud van Rooij, Blik op Oneindig, 2007, ISBN 9050410995
26. Ferdinand Verhulst, Een Koele Blik op Waarheid, 2007, ISBN 9789050411004
27. Bruno Ernst en Ton Konings, Kunst en Wiskunde, 2008, ISBN 9789050411011
28. Peter Boswijk, Philip Hans Franses en Christiaan Heij, Voorspellen met modellen, 2008, ISBN 9789050411042
29. Leon van den Broek en Arnoud van Rooij, Getallenbrouwerij, alternatief rekenen, 2009, ISBN 9789050411059
30. Floor van Lamoen, Passen en Meten met Cirkels, de arbelos van Archimedes, 2009, ISBN 9789050411066